# روش هارتری–فاک
در فیزیک و شیمی محاسباتی روش هارتری-فوک (Hartree–Fock) عبارت است از روشی تقریبی در تعیین تابع موج و انرژی کوانتومی یک سیستم چندپیکره در حالت ایستا.
در روش هارتری-فاک معمولاً فرض بر این است که تابع موج ان-پیکرهٔ (N-body) سیستم را می‌توان با یک دترمینان اسلیتر تکی برآورد کرد (در صورتی که ذرات فرمیون باشند). با استفاده از حسابان تغییرات می‌توان مجموعه معادلات اِن-تایی برای اِن اوربیتال اتمی بدست آورد.